# Platostoma palustre

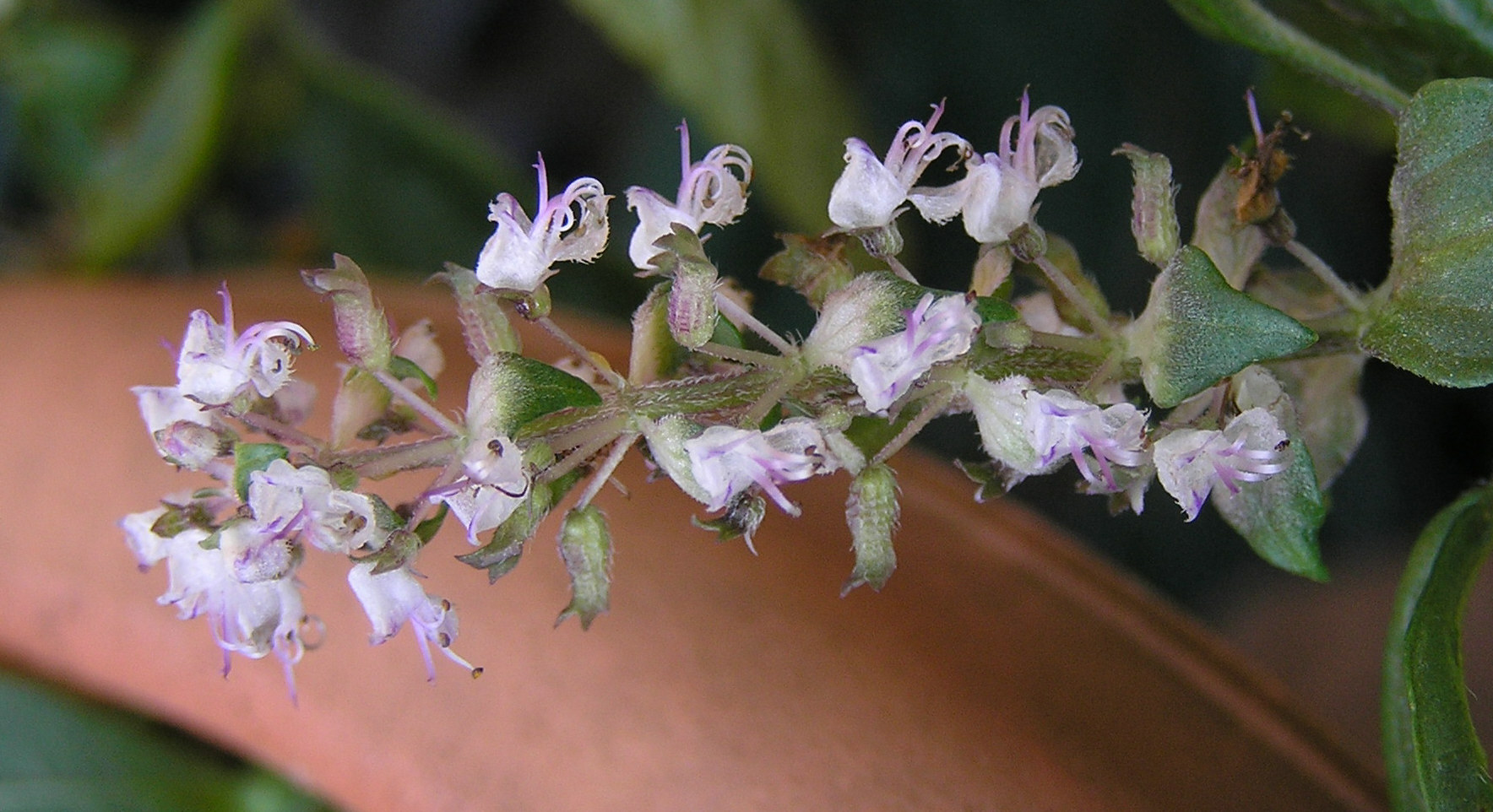
Blütenstand

Platostoma palustre ist eine Pflanzenart aus der Gattung Platostoma innerhalb der Familie der Lippenblütler (Lamiaceae). Sie ist im tropischen Asien bis China natürlich verbreitet und in Malesien ein Neophyt. Platostoma palustre wird vielseitig verwendet.

## Beschreibung und Phänologie

### Erscheinungsbild und Blatt
Platostoma palustre wächst als einjährige krautige Pflanze, die Wuchshöhen von 15 bis 100 Zentimetern erreicht. Die oberirdischen Pflanzenteile sind behaart (Indument). Der vierkantige Stängel ist anfangs fein bis fein-borstig behaart und verkahlt später.
Die gegenständigen Laubblätter sind in Blattstiel und Blattspreite gegliedert. Der Blattstiel ist 5 bis 15 Millimeter lang. Die einfache Blattspreite ist bei einer Länge von 2 bis 5 Zentimetern sowie einer Breite von 0,8 bis 2,8 Zentimetern schmal-eiförmig bis fast kreisförmig mit keilförmiger oder manchmal gerundeter Spreitenbasis und spitzem bis stumpfem oberem Ende. Der Blattrand ist gesägt. Die Blattflächen sind fein borstig bis zottig behaart oder sie verkahlen oder auf der Blattunterseite befinden sich Trichome entlang der Blattadern.

### Blütenstand, Blüte und Frucht
In China reicht die Blütezeit von Juli bis Oktober. Endständig auf einem Blütenstandsschaft stehen in einem 2 bis 10, selten bis zu 13 Zentimeter langen, ährige Gesamtblütenstand, der aufrecht oder aufwärts schräg ist, mehrere Scheinquirle mit jeweils mehreren Blüten. Die leuchtend gefärbten, sitzenden Tragblätter sind kreisförmig bis rhombisch-eiförmig oder fast lanzettlich mit geschwänzt-stachelspitzigem oberem Ende; sie sind kürzer bis etwas länger als die Blüten. Der meist 3 bis 4, selten bis zu 5 Millimeter lange, dünne Blütenstiel ist kurz behaart.
Die zwittrige Blüte ist zygomorph und fünfzählig mit doppelter Blütenhülle. Die fünf Kelchblätter sind glockenförmig verwachsen. Der dicht, weiß, fein behaarte Kelch ist während der Anthese 2 bis 2,5 Millimeter lang und verlängert sich bis zur Fruchtreife auf etwa 3 bis 5 Millimeter. Der zehnnervige Kelch ist zweilippig, wobei der relativ große, mittlere Lappen der dreilappigen Oberlippe spitz bis stumpf endet und die Unterlippe manchmal ausgerandet ist. Die fünf weißen oder rötlichen, flaumig behaarten Kronblätter sind zu einer etwa 3 Millimeter langen Krone verwachsen. Die Kronröhre weist eine Länge von etwa 3 Millimetern auf. Der Kornschlund ist sehr weit. Die Oberlippe ist vierlappig oder fast ungelappt. Die zwei seitlichen Kronlappen sind länger als die mittleren. Die Unterlippe ist länger als die Oberlippe. Es sind zwei ungleiche Paare von Staubblättern vorhanden, die mit der Krone verwachsen, aber untereinander frei sind; sie überragen die Blütenkrone. Das obere Staubblattpaar ist länger als das an der Basis rau behaarte untere Staubblattpaar. Der Fruchtknoten ist oberständig. Der Griffel ist länger als die Staubblätter, ungleich zweispaltig und endet in einer zweilappigen Narbe, wobei die Narbenlappen pfriemlich sind.
Die Klausenfrucht ist vom vergrößerten Kelch eingehüllt und zerfällt in vier Klausen. Während der Fruchtzeit ist der Kelch fast kahl oder auf den Nerven behaart. Die schwarzen Klausen sind länglich. In China reifen die Früchte von Juli bis Oktober.

## Vorkommen
Das natürliche Verbreitungsgebiet von Platostoma palustre reicht vom tropischen Asien von Indien über Myanmar bis Indochina und bis ins südliche China sowie Taiwan. In China gedeiht sie in Schluchten sowie auf grasigen, trockenen und sandigen Standorten in den Provinzen Guangdong, Guangxi, Jiangxi sowie Zhejiang. Platostoma palustre ist in Malesien und dort besonders im zentralen Sumatra, auf Java, auf den Kleinen Sundainseln (Bali, Lombok, Sumbawa), Sulawesi, in der nördlichen Hälfte von Luzon sowie in Wau ein Neophyt. Besonders auf Java wird Platostoma palustre angebaut.

## Taxonomie
Die Erstveröffentlichung erfolgte unter dem Namen (Basionym) Mesona palustris 1826 durch Carl Ludwig von Blume in Bijdragen tot de flora van Nederlandsch Indië 14, S. 838–839. Die Neukombination zu Platostoma palustre wurde durch Alan James Paton in Classification and species of Platostoma and its relationship with Haumaniastrum (Labiatae). in Kew Bulletin, Volume 52, 1997, S. 281 veröffentlicht. Bei Paton 1997 galten Platostoma chinense (Benth.) A.J.Paton und Platostoma palustre (Blume) A.J.Paton als zwei eigenständige Arten, aber in Suddee 2005 wurde Platostoma chinense (Benth.) A.J.Paton zu einem Synonym von Platostoma palustre (Blume) A.J.Paton. Weitere Synonyme für Platostoma palustre (Blume) A.J.Paton sind: Geniosporum parviflorum Benth., Mesona wallichiana Benth. nom. illeg., Mesona chinensis Benth., Mesona procumbens Hemsl., Mesona parviflora (Benth.) Briq., Mesona elegans Hayata, Mesona philippinensis Merr., Platostoma chinense (Benth.) A.J.Paton.

## Nutzung
Platostoma palustre wird vielseitig verwendet.
In englischer Sprache wird Platostoma palustre Black Cincau genannt. Aus den getrockneten Laubblättern wird ein gelatinöses, kühlendes Getränk hergestellt. Auf Java wird die lokal populäre Speise „cincau hideung“ hergestellt, indem zu einem Absud getrockneter Laubblätter Asche verbrannter Reishalme gegeben wird, um die schwarze Farbe zu erzeugen; es wird mit Sago- oder Dassava-Stärke gemischt und gekocht. Nach dem Abkühlen wird das Gelee in Würfel geschnitten und mit Kokosmilch oder Zuckersirup zu einem angenehmen Getränk verarbeitet. Aus Platostoma palustre wird Grasgelee hergestellt (siehe dort). In den chinesischen Provinzen Guangdong sowie Guangxi wird aus dem Absud aus getrockneten Pflanzenteilen gemischt mit Reiswasser ein kühlendes Getränk hergestellt.
Je 100 g frische Laubblätter enthalten etwa: 66 g Wasser, 6 g Proteine, 1 g Fett, 26 g Kohlenhydrate, 100 mg Ca, 100 mg P, 3 mg Fe, 10750 IU Vitamin A, 80 mg Vitamin B1, 17 mg Vitamin C. Der Energiegehalt beträgt etwa 510 kJ je 100 g. Es sind etwa 11 % Pectin enthalten. Die Blätter enthalten an wichtigen Pflanzeninhaltsstoffen Saponine, Flavonoide und Tannine. Es wurde angenommen, dass die schwärzliche Färbung durch das Vorhandensein von Tanninsäure in Verbindung mit Pectin und anderer nicht identifizierter Inhaltsstoffe verursacht wird.
In China lautet der Trivialname 凉粉草 liang fen cao. In China  bedeutet „cincau“ „kühle Blätter“ oder Medizin. Die Laubblätter werden medizinisch gegen Dysenterie, Enteritis, Abdominalschmerzen, Weißfluss (Leukorrhö) und Heiserkeit eingesetzt.

## Weiterführende Literatur
- Tri Dewanti Widyaningsih: Cytotoxic Effect of Water, Ethanol and Ethyl Acetate Extract of Black Cincau (Mesona Palustris BL) Against HeLa Cell Culture. In: APCBEE Procedia, Volume 2, 2012, S. 110–114. 3rd International Conference on Biotechnology and Food Science (ICBFS 2012), 7.–8. April 2012. doi:10.1016/j.apcbee.2012.06.020
- Lih-Shiuh Lai, Su-Tze Chou, Wen-Wan Chao: Studies on the Antioxidative Activities of Hsian-tsao (Mesona procumbens Hemsl) Leaf Gum. In: Journal of Agricultural and Food Chemistry, Volume 49, Issue 2, 2001, S. 963–968. doi:10.1021/jf001146k
- Tri Dewanti Widyaningsih, Pujangga Adilaras: Hepatoprotective Effect of Extract of Black Cincau (Mesona palustris BL) on Paracetamol-Induced Liver Toxicity in Rats. In: Advance Journal of Food Science and Technology, Volume 5, Issue 10, 2013, S. 1390–1394. ISSN 2042-4868 Volltext-PDF.